# كنيسة كل الأمم
كنيسة كل الأمم (بالإنجليزية: Church of All Nations) أو كنيسة الكرب (بالإنجليزية: Church of the Agony) أو كاتدرائية الكرب (بالإنجليزية: Basilica of the Agony) هي كنيسة كاثوليكية رومانية موجودة على جبل الزيتون في القدس بجانب بستان جثيماني (بالإنجليزية: Garden of Gethsemane). وهي تحفظ جزء صخري حيث يعتقد أن المسيح قد صلى هناك في الليل قبيل اعتقاله.

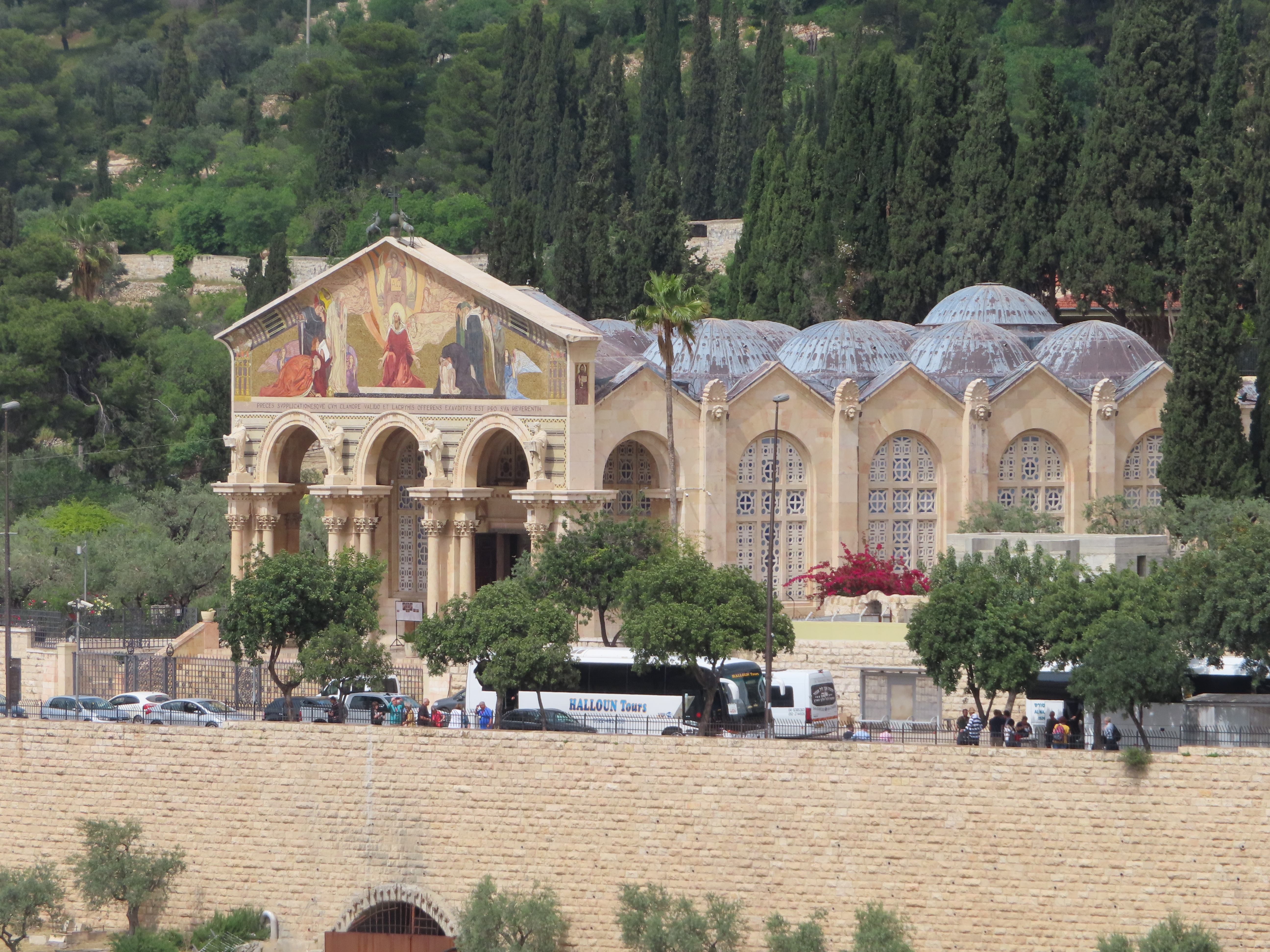
كنيسة كل الأمم

بنيت الكنيسة في الفترة ما بين 1919 إلى 1924 وذلك بدعم مالي من عدة بلدان مختلفة (لاحظ الاسم). أكثر ما يميز الكنيسة هي واجهتها، وهي مدعمة بصف من الأعمدة في أعلاها لوحة فسيفسائية تصور المسيح بشكل رمزي على انه صلة الوصل بين الله والبشرية.
مهندس المبنى هو أنطونيو بارلوزي، والكنيسة الحالية مبنية على موقع كنيستين قديمتين: الأولى كنيسة صغيرة بنيت على عهد الصليبيين في القرن الثاني عشر وهجرت في القرن الرابع عشر، والأخرى هي بازيليك بيزنطية بنيت في القرن الرابع ودمرها زلزال في عام 746.

## لمحة تاريخية
استمر تشييد كنيسة كل الأمم في الفترة ما بين عامي 1919 و1924، بفضل أموال تبرعت بها عدد من البلدان المُختلفة، وقد دُمجت في الزخارف التي تزين سقف الكنيسة شعارات النبالة الخاصة باثنتي عشرة دولة من الدول المتبرعة بنفقات بناء الكنيسة، بحيث ظهر كل منها في قبة صغيرة منفصلة، وكذلك في الفسيفساء الموجودة على الجدران الداخلية للكنيسة. أقيمت كنيسة كل الأمم على أطلال كنيستين سابقتين يعود تاريخ إحداهما للحقبة البيزنطية في القرن الرابع الميلادي، ودُمرت نتيجة زلزال عام 746، بينما تعود الأخرى للحقبة الصليبية في القرن الثاني عشر الميلادي، وهي كنيسة صغيرة كانت مهجورة منذ عام 1345. وفي عام 1920، أثناء العمل على تشييد أساسات كنيسة كل الأمم، عُثر على عمود يقع على عمق مترين تحت أرضية الكنيسة الصليبية التي كانت تعود لفترة القرون الوسطى، كما عُثر على أجزاء من الفسيفساء الخاصّة بتلك الكنيسة، وعلى الفور عقب هذا الاكتشاف، قام المهندس المعماري بإزالة الأساسات الجديدة وبدأ أعمال التنقيب عن بقايا الكنيسة السابقة. وبعد انتهاء عمليات التنقيب، والتي كشفت بالكامل عن بقايا كنيسة تعود للعصر البيزنطي، تغيّرت مخططات تشييد الكنيسة الجديدة. استمر العمل على تشييد كنيسة كل الأمم منذ 19 أبريل (نيسان) 1922 وحتى يونيو (حزيران) 1924. كان مصمّم كنيسة كل الأمم هو المهندس المعماري الإيطالي أنطونيو بارلوزي، وقد استخدم نوعين من الحجارة في بناء الكنيسة، ففي الأجزاء الداخلية منها استخدمت أحجار جُلبت من محاجر بلدة لفتا الواقعة في شمال غرب القدس، بينما استخدمت في الأجزاء الخارجية منها أحجار وردية اللون جُلبت من بيت لحم. تحتوي الكنيسة على ستة أعمدة تقع أسفل سقف مستوي، وتقسم المبنى إلى ثلاثة ممرات. يعطي هذا التصميم انطباعًا بوجود قاعة مفتوحة كبيرة، كما استخدمت ألواح المرمر المصبوغة باللون البنفسجي للنوافذ لإثارة حالة من الحزن تُشبه آلام المسيح، وتم طلاء السقف باللون الأزرق الغامق لمحاكاة سماء الليل. أما واجهة الكنيسة فهي مدعومة بصف من الأعمدة الكورنثية، وتُزين كُل ّعمود منها تماثيل للمبشرين الإنجيليين الأربعة مرقس البشير، ولوقا الإنجيلي، ومتى الرسول، والقديس يوحنا، وتعلو هذه التماثيل فسيفساء حديثة صممها البروفيسور جوليو بارجيليني، تصور السيد المسيح وسيطًا بين الله والإنسان. يُضفي السقف ذو القبة الفقاعية والأعمدة السميكة وفسيفساء الواجهة على كنيسة كل الأمم طابعًا كلاسيكيًا جديدًا.
أتيح للعديد من أبناء الطوائف المسيحية الأخرى استخدام المذبح المفتوح الموجود في حدائق كنيسة كل الأمم بما فيهم أبناء كنيسة الروم الكاثوليك، وأبناء الكنيسة الأرثوذكسية الشرقية، والكنيسة الأرمنية الرسولية، والكنيسة البروتستانتية، والكنيسة اللوثرية، والكنيسة الإنجيلية، والكنيسة الأنجليكانية.

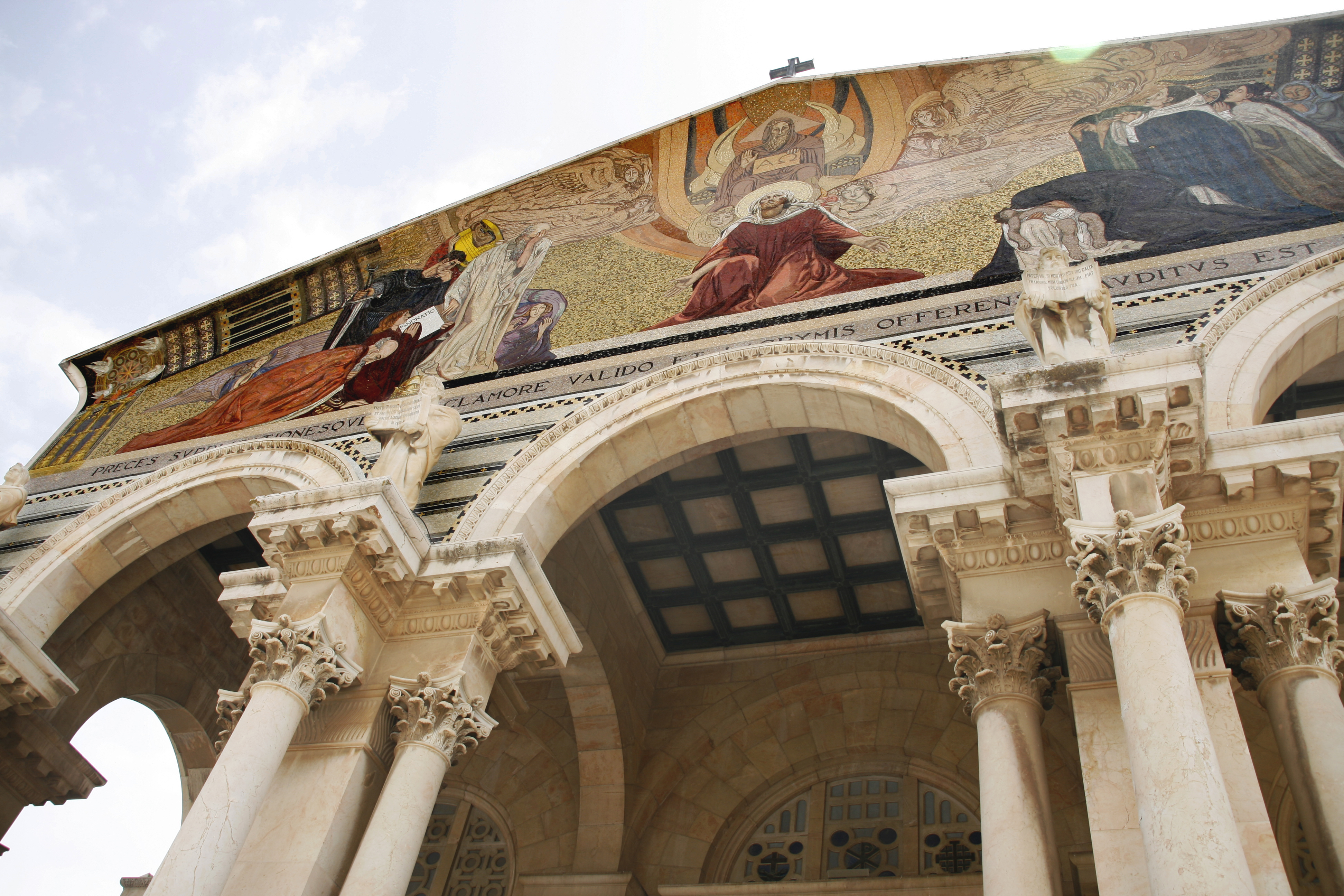
تماثيل إنجيلية تزين واجهة كنيسة كل الأمم

## الاكتشافات الأثرية الحديثة

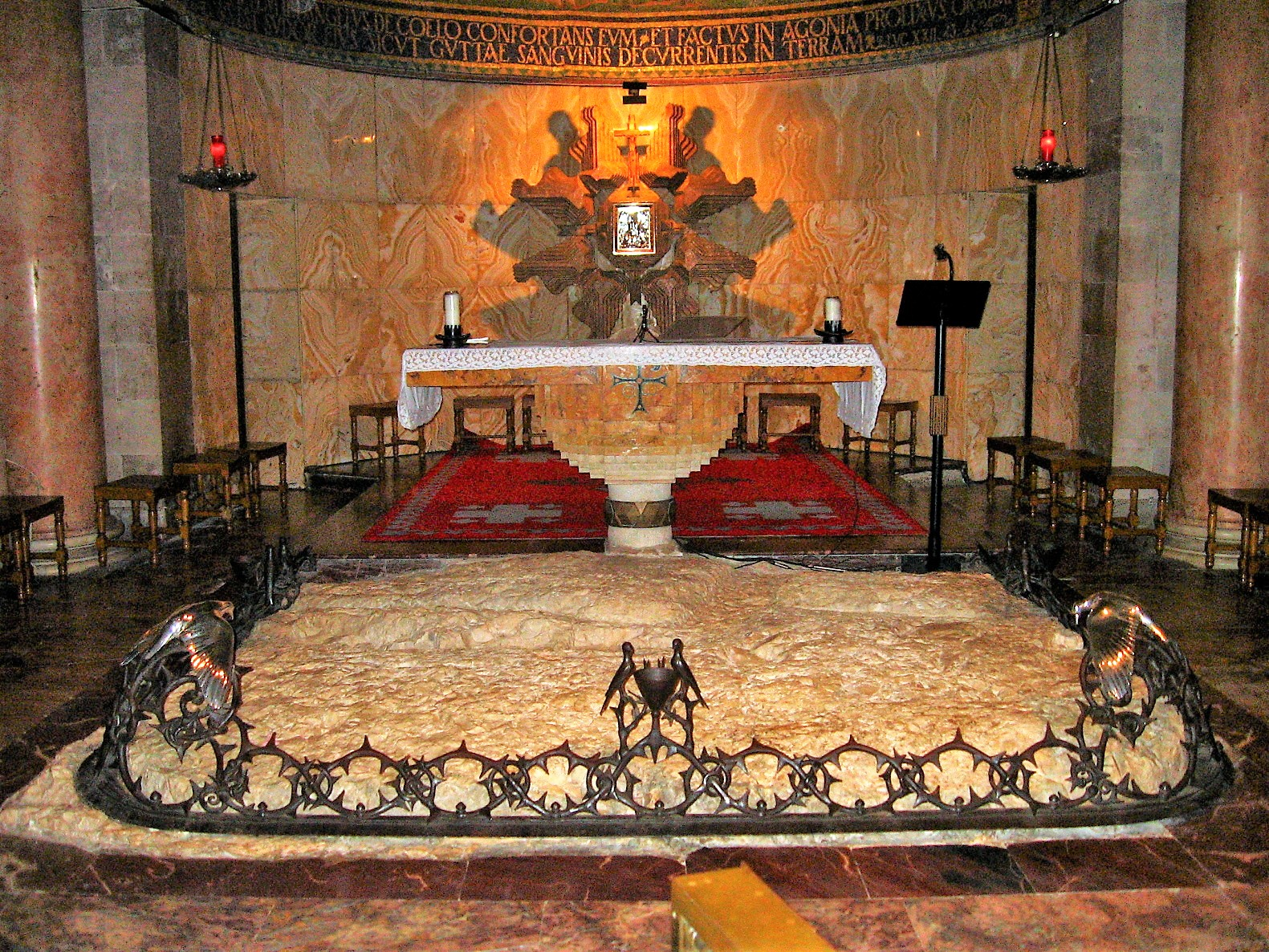
الموقع الذي يُعتقد أن المسيح صلى فيه

في ديسمبر (كانون الأول) 2020، كشف عدد من علماء الآثار عن بقايا حمام طقسي يعود لعصر بناء الهيكل الثاني أثناء قيامهم ببناء نفق حديث أسفل كنيسة كل الأمم. وقد ذكر رئيس منطقة القدس عميت رعيم، إن ما يميز الحمام هو أنه أول دليل أثري يتم العثور عليه في موقع الجثسماني يُشير إلى قيام المسيحيين بالحج لعدة قرون في عهد المسيح.

## إحراق الكنيسة
مساء يوم 4 ديسمبر 2020، قبض فلسطينيون على مستوطن إسرائيلي مُتدين حاول إحراق الكنيسة. لم تتسبب محاولة الإحراق في وقوع أضرار كبيرة بمبنى الكنيسة أو ملحقاتها، على حين أدانت حراسة الأراضي المقدسة، الجهة المسؤولة رسميًّا على الأماكن المقدسة الكاثوليكية في إسرائيل وفلسطين، محاولات الاعتداء المتعمد على الكنيسة. في نفس اليوم، أدان الأزهر الشريف في القاهرة في بيان له محاولة إحراق الكنيسة، ووصفها بالعمل الإرهابي.

## معرض الصور

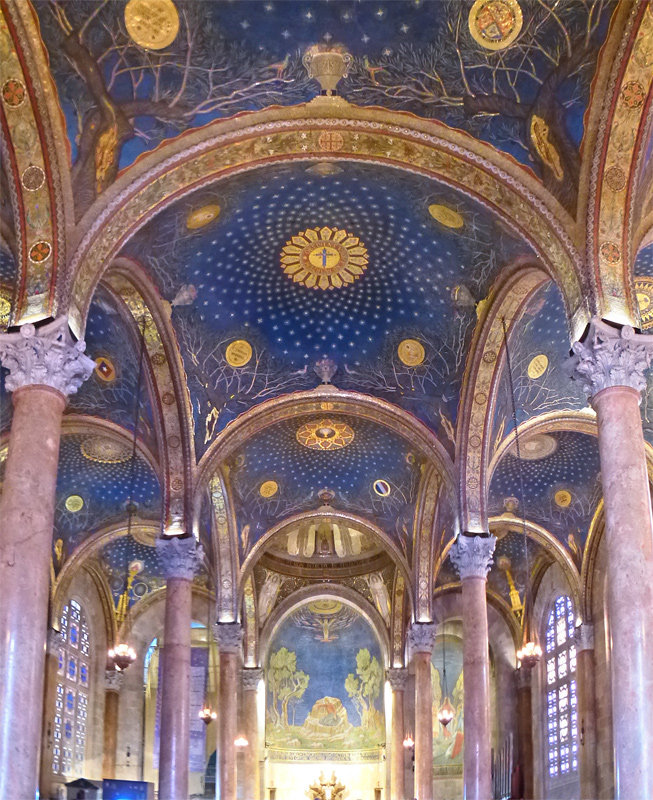
صحن الكنيسة والقبو الرئيسي الواقع في الجانب الشرقي منها
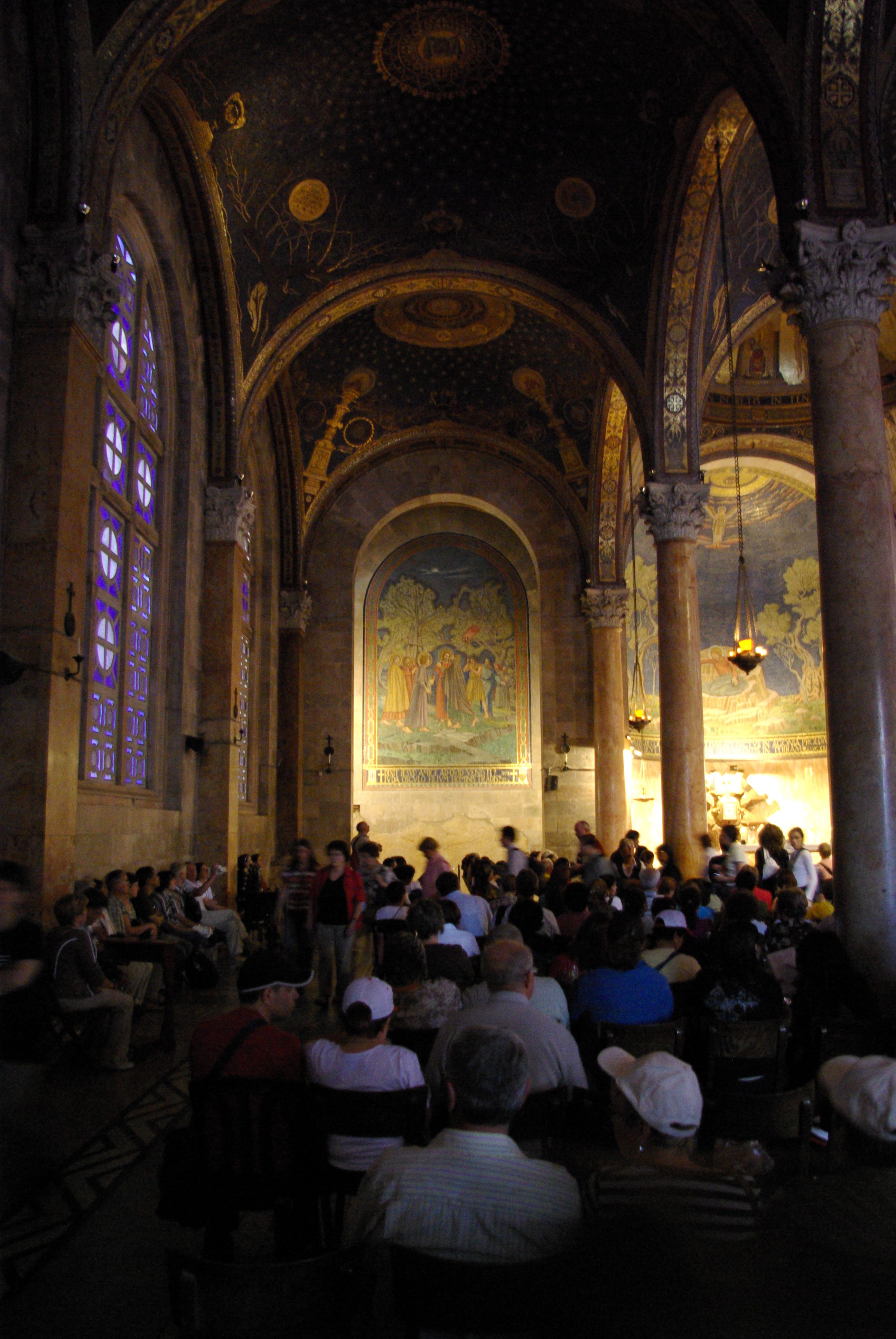
المرر الأيسر
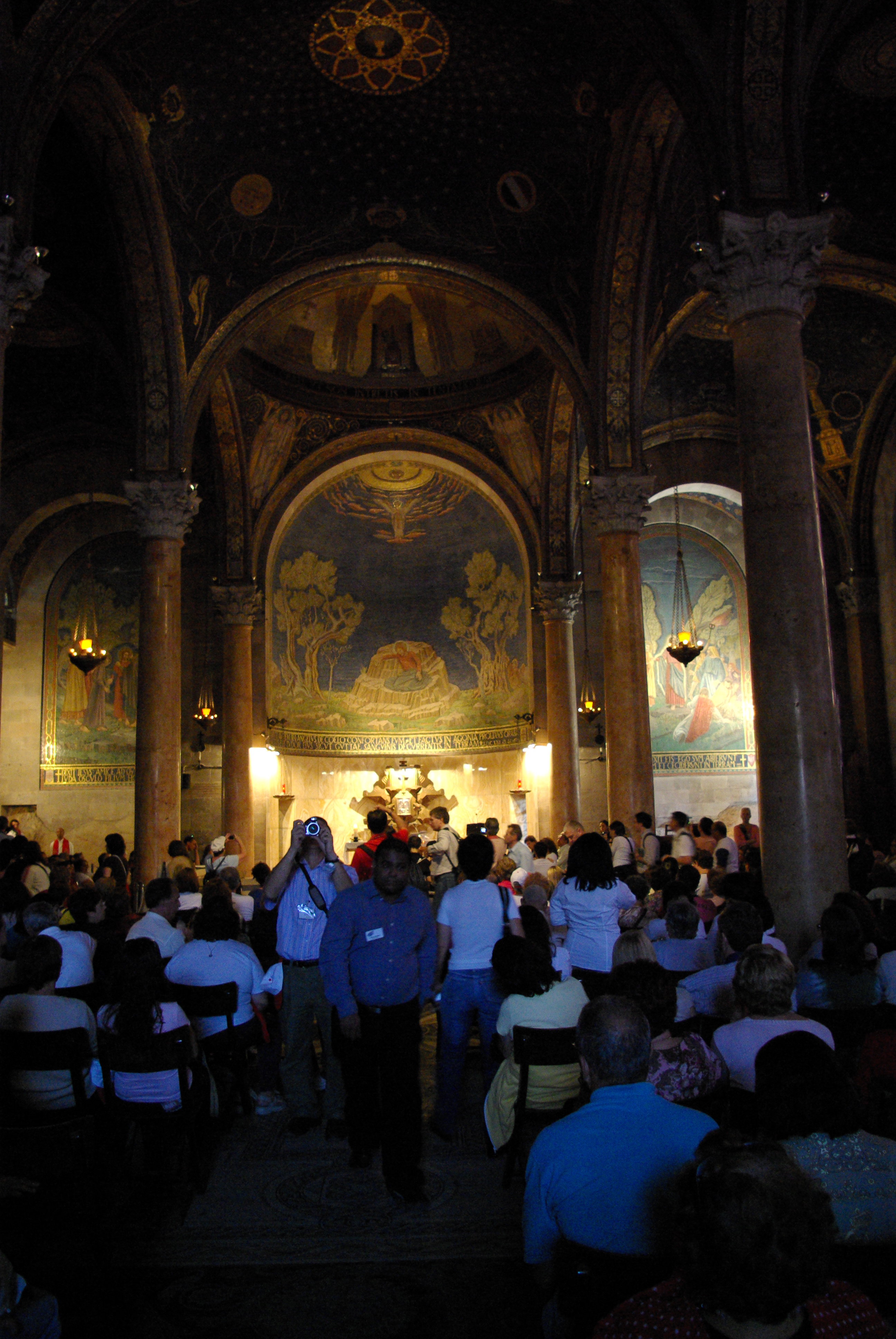
الممر الأوسط
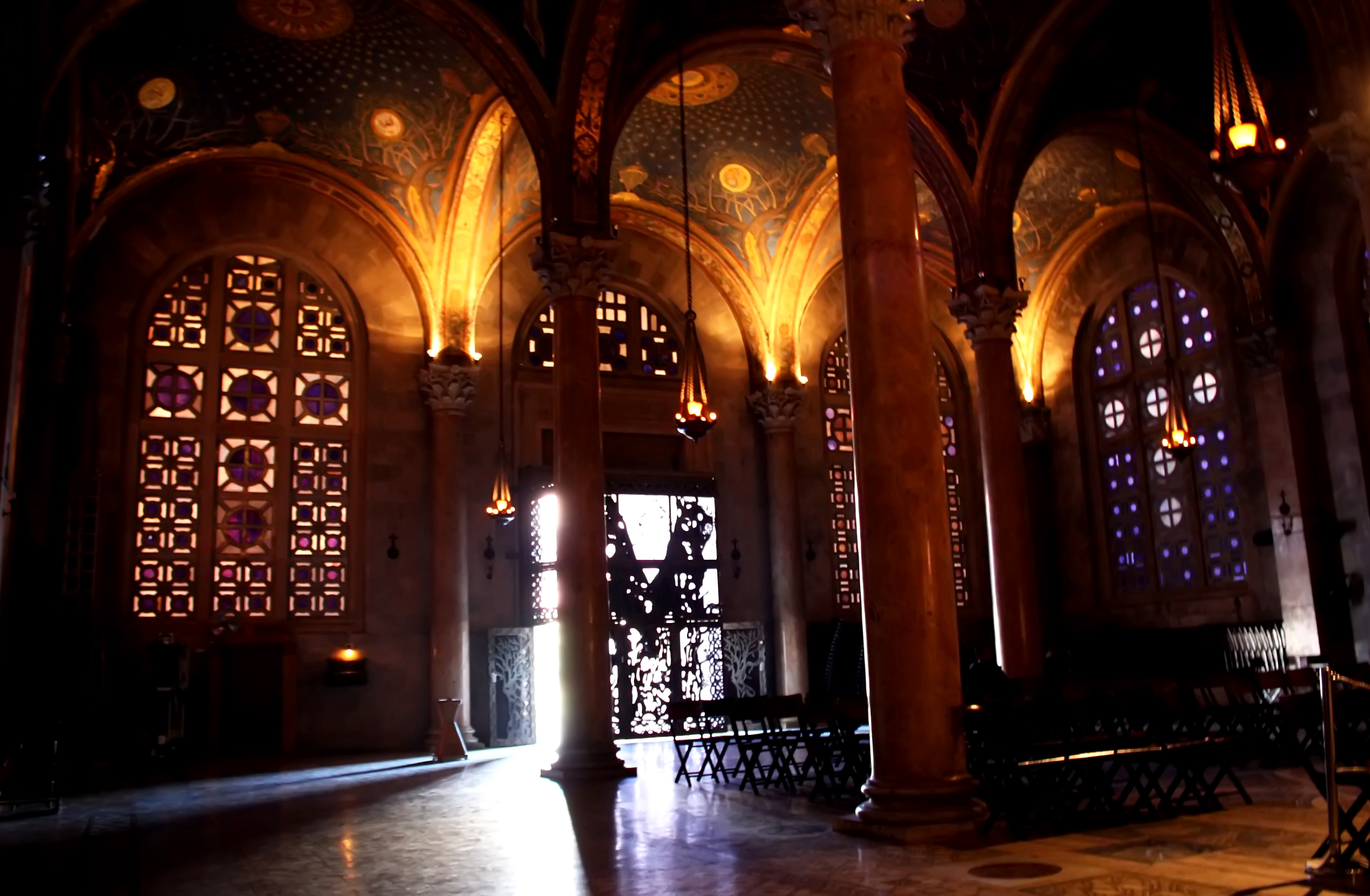
منظر داخلي يطل على الباب الرئيسي لكنيسة كل الأمم
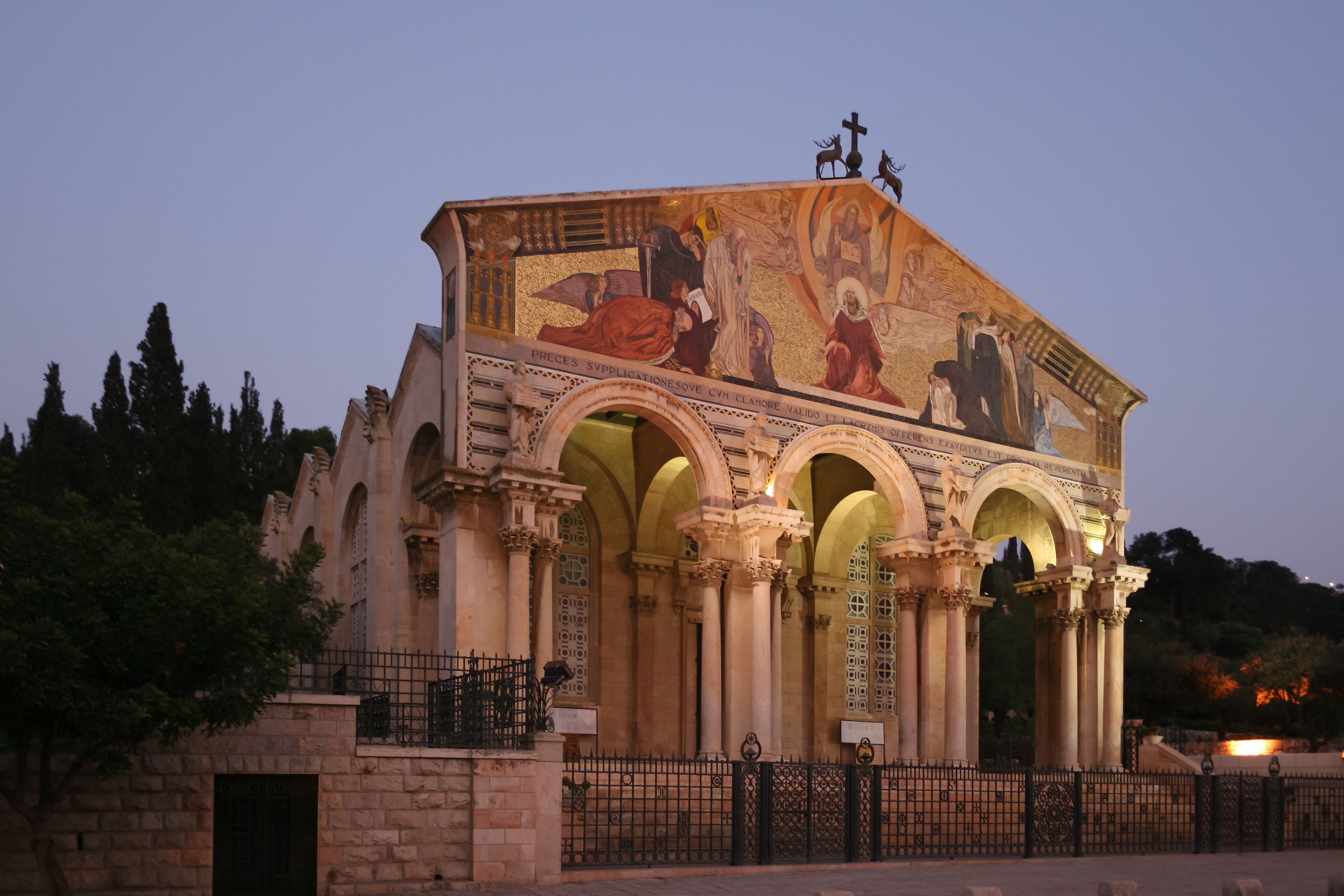
كنيسة كل الأمم في الليل
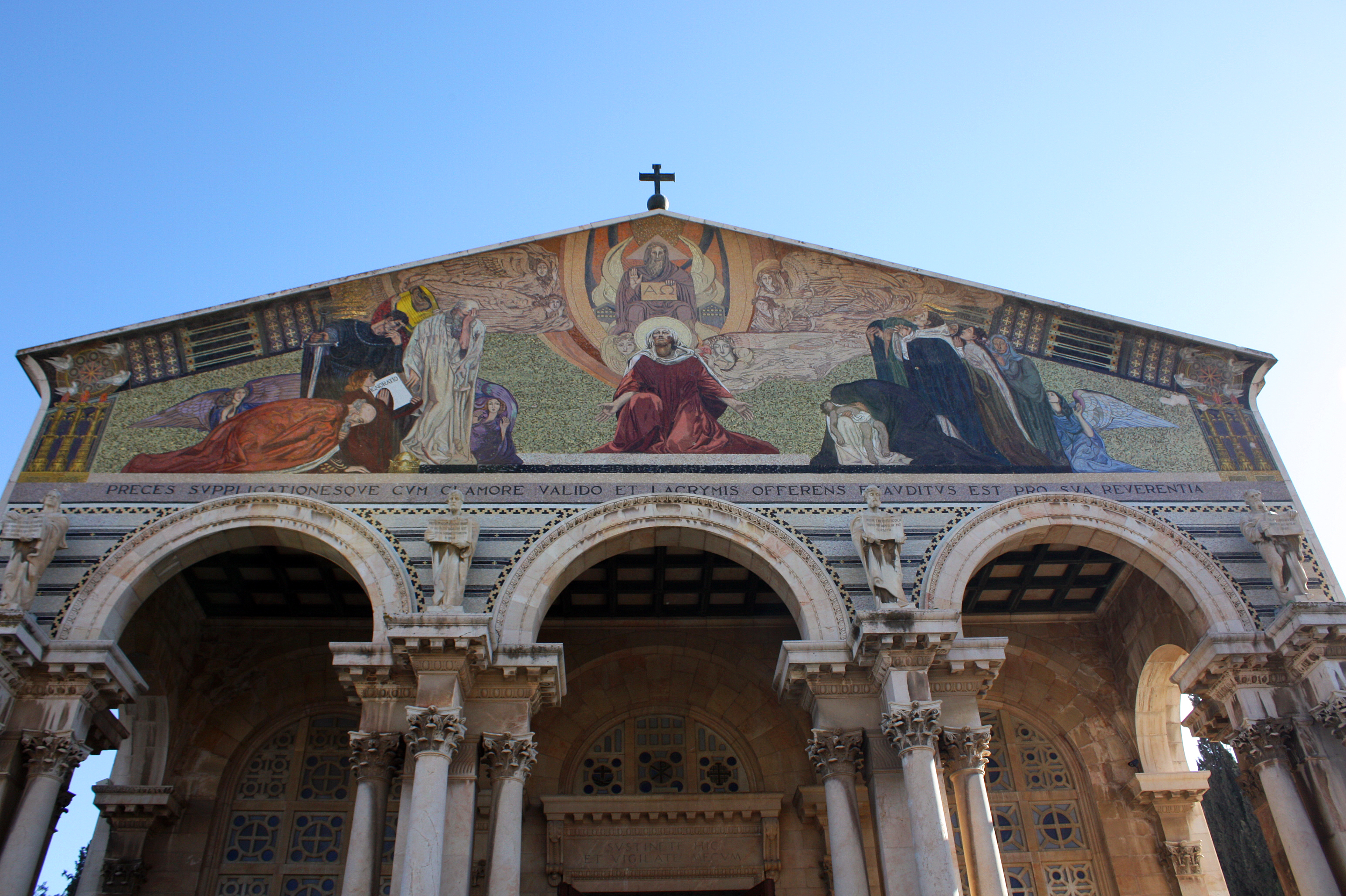
واجهة كنيسة كل الأمم
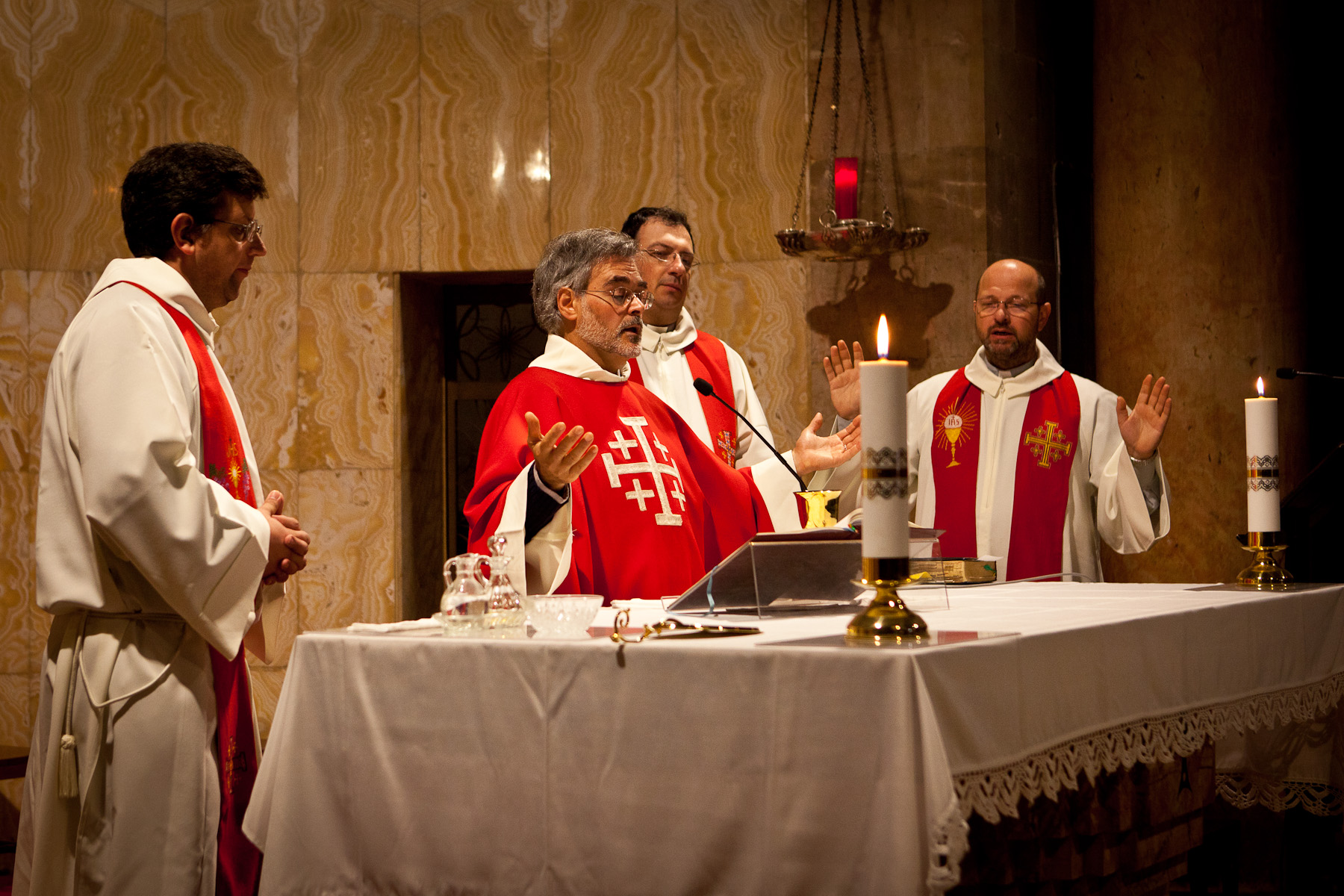
رجال دين في كنيسة كل الأمم في عام 2011
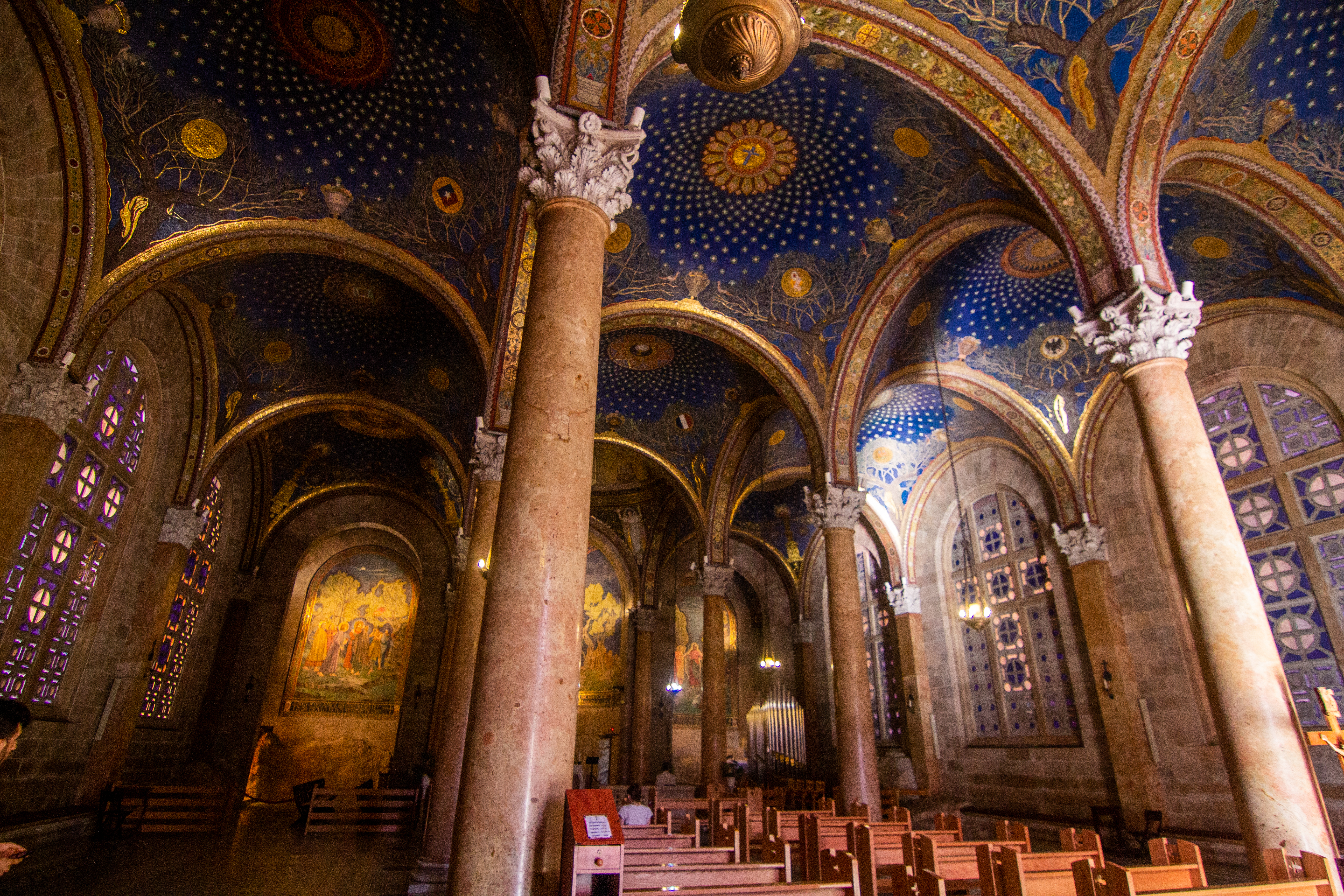
داخل كنيسة كل الأمم (بازيليكا المذبح) ذات السقف المميز الذي يشبه السماء.